# Redoxometrie

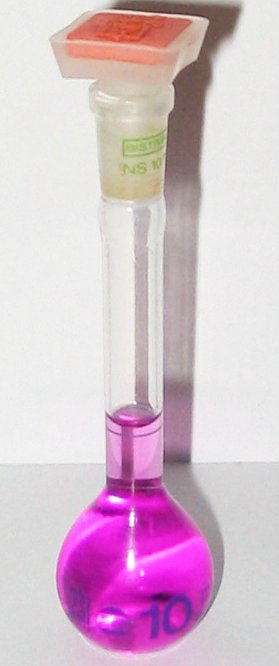
Soluția diluată de permanganat de potasiu este soluția titrantă folosită în permanganometrie.

Redoxometria este, în chimia analitică cantitativă, o metodă specifică de titrimetrie care se bazează pe reacțiile redox (reacții cu transfer de electroni). În redoxometrie se pot folosi indicatorii redoxometrici. Un exemplu comun de titrare redoxometrică este titrarea iodometrică a unei soluții de iod (iod iodurat, în iodură de potasiu) cu un agent reducător, cu obținerea ionului iodură, folosindu-se ca și indicator amidonul (care colorează iodul în albastru) pentru observarea punctului de echivalență. Iodul (I2) poate fi redus la iodură (I−) cu diferite substanțe, ca de exemplu cu tiosulfat (S2O32−), și când se consumă în totalitate, colorația dată de amidon va dispărea.

## Tipuri de titrări redoxometrice
Există diverse tipuri de titrări redoxometrice, precum se poate observa în tabelul de mai jos. În fiecare dintre aceste cazuri, se pot folosi soluții titrante cu caracter de oxidant sau de reducător.
| Titrarea         | Soluția titrantă       |
| ---------------- | ---------------------- |
| Iodometrie       | Iod (I2)               |
| Bromometrie      | Brom (Br2)             |
| Cerimetrie       | Săruri de ceriu (IV)   |
| Permanganometrie | Permanganat de potasiu |
| Bicromatometrie  | Bicromat de potasiu    |